# إم تي في إنبلجد (ألبوم كيتي بيري)
إم تي في انبلجد (بالإنجليزية: MTV Unplugged) هو إي بي وألبوم مباشر للمغنية الأمريكية كيتي بيري، صدر في الولايات المتحدة بتاريخ 13 نوفمبر عام 2009 بواسطة شركة كابيتول ريكوردز. بعد بث أكثر من 100 حلقة خاصة لبرنامج إم تي في انبلجد قررت قناة إم تي في إرجاع السلسلة، من اجل عرضها للجيل الشاب. القناة قامت بجلب أصوات جديدة ومغنون مشاهير لتقديم جزء من السلسلة، من ضمنهم بيري، قررت أن تستفيد من الفكرة في السماح لعرضها كفنانة ونشر قصص خلف أغانيها.
الأغنية المطولة تضم إصدارات أُعيد إنتاجها لخمس أغان من ألبومها، واحد من الصبيان (2008), وأغنية أصلية لم تقم أصدارها وأغنية لفرقة الروك فوتانيس اوف واين من غنائها. بجانب القرص الصوتي، الألبوم تضمن قرص رقمي مع فيديو ألتقط وهي تؤدي عرضها ومقابلة حصرية لها. عندما صُدر الألبوم تلقى تقييم جيد من النقّاد. في بيلبورد 200 الأمريكي، وصل إلى المرتبة 168, ولكن في الجدول البياني للألبومات الفرنسية والسويدية وصل إلى المرتبة 192 و82.

## الرسم البياني

### الرسوم البيانية الأسبوعية
| الرسم البياني (2009)                   | المركز |
| -------------------------------------- | ------ |
| ألبومات فرنسية (SNEP)                  | 192    |
| ألبومات سويدية (Swiss Albums Chart)    | 82     |
| ألبومات الولايات المتحدة (بيلبورد 200) | 168    |

## روابط خارجية
- إم تي في إنبلجد على موقع أول موفي (الإنجليزية)